# Kafin Baka
Kafin Baka (auch: Kafinbaka, Kahou Baka, Koadégé Farwa) ist ein Dorf in der Landgemeinde Kwaya in Niger.

## Geographie
Das von einem traditionellen Ortsvorsteher (chef traditionnel) geleitete Dorf befindet sich rund vier Kilometer südöstlich des Hauptorts Kwaya der gleichnamigen Landgemeinde, die zum Departement Magaria in der Region Zinder gehört. Eine weitere Siedlung in der Umgebung von Kafin Baka ist Saboua im Südwesten.
Kafin Baka ist Teil der Übergangszone zwischen Sahel und Sudan. Die durchschnittliche jährliche Niederschlagsmenge beträgt hier zwischen 400 und 500 mm.

## Bevölkerung
Bei der Volkszählung 2012 hatte Kafin Baka 1476 Einwohner, die in 223 Haushalten lebten. Bei der Volkszählung 2001 betrug die Einwohnerzahl 883 in 138 Haushalten und bei der Volkszählung 1988 belief sich die Einwohnerzahl auf 880 in 197 Haushalten.

## Wirtschaft und Infrastruktur
In Kafin Baka endet die aus Matamèye kommende 37,4 Kilometer lange Route 714, die auch als Landstraße RR7-001 bezeichnet wird. Es handelt sich um eine einfache Erdstraße.